# Kill A Watt

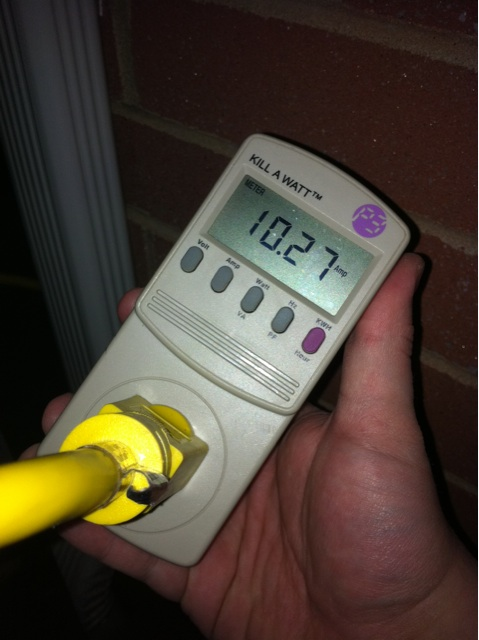
Dispositivo Kill A Watt

Kill A Watt es un medidor de consumo de energía creado y comercializado por la empresa P3 International. Cuenta con una gran pantalla LCD y permite medir todos los gastos de los dispositivos electrónicos utilizados en el hogar. El fabricante del producto es de origen taiwanés.
Este dispositivo electrónico además de indicar los costos, también permite mostrar los voltios, amperios, vatios y hasta el factor de potencia, así como otros datos sobre la corriente y potencia máxima. Tiene un precio que ronda los $ 20 dólares y es sencillo de utilizar.

## Modelos

### P4400
Al ser conectado el dispositivo mide el voltaje, corriente, potencia, frecuencia, energía utilizada, factor de potencia, potencia aparente y tiempo transcurrido.

### P4460 Kill A Watt EZ
Esta es una versión mejorada que incluye una batería de reserva para preservar las mediciones cuando no sea encendido. Tiene las mismas capacidades que el P4400, y puede ser programado para mostrar el costo de la electricidad consumida hasta la fecha, y el costo extrapolado por hora, día, semana, mes o año.

### P4320 Kill A Watt PS
Este modelo mide el control de voltaje, la frecuencia de las líneas, el amperaje, KWH, las fugas de agua, entre otros. También es conocido como Prodigit 2024 y se integra en un protector sobretensionado de ocho de salidas.